# Bultaco

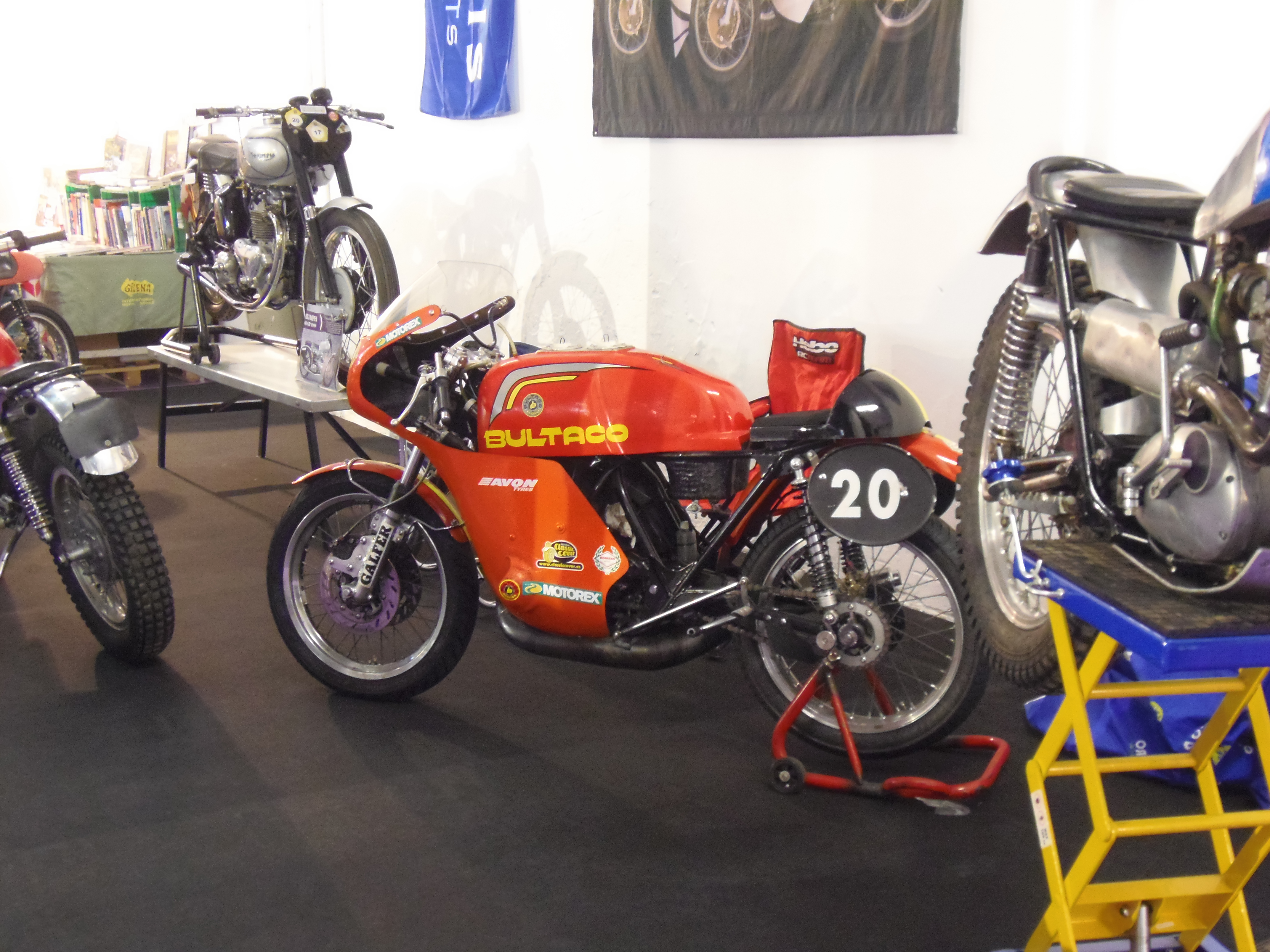
Bultaco 360 von 1972

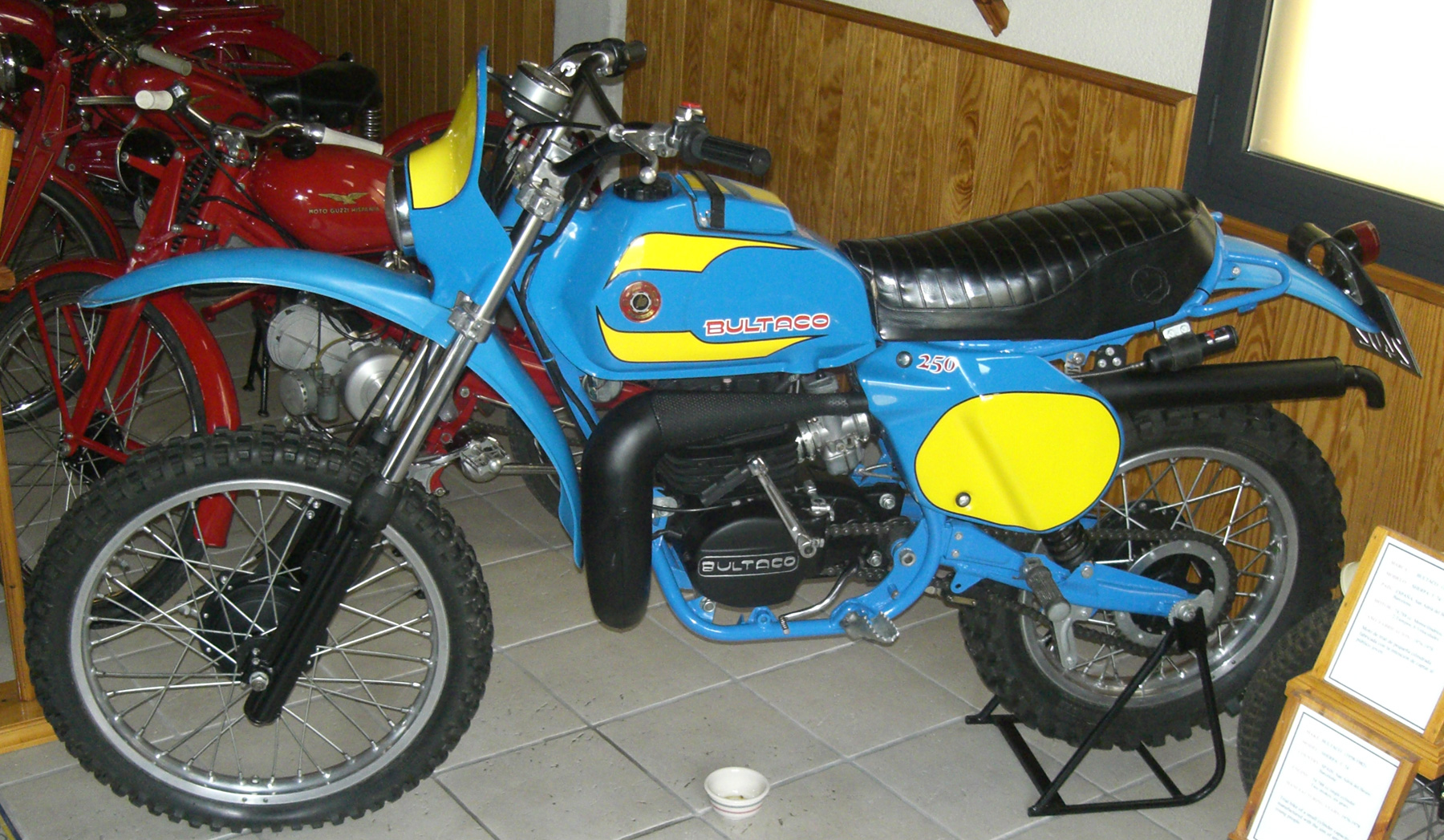
Bultaco Frontera MK II 250

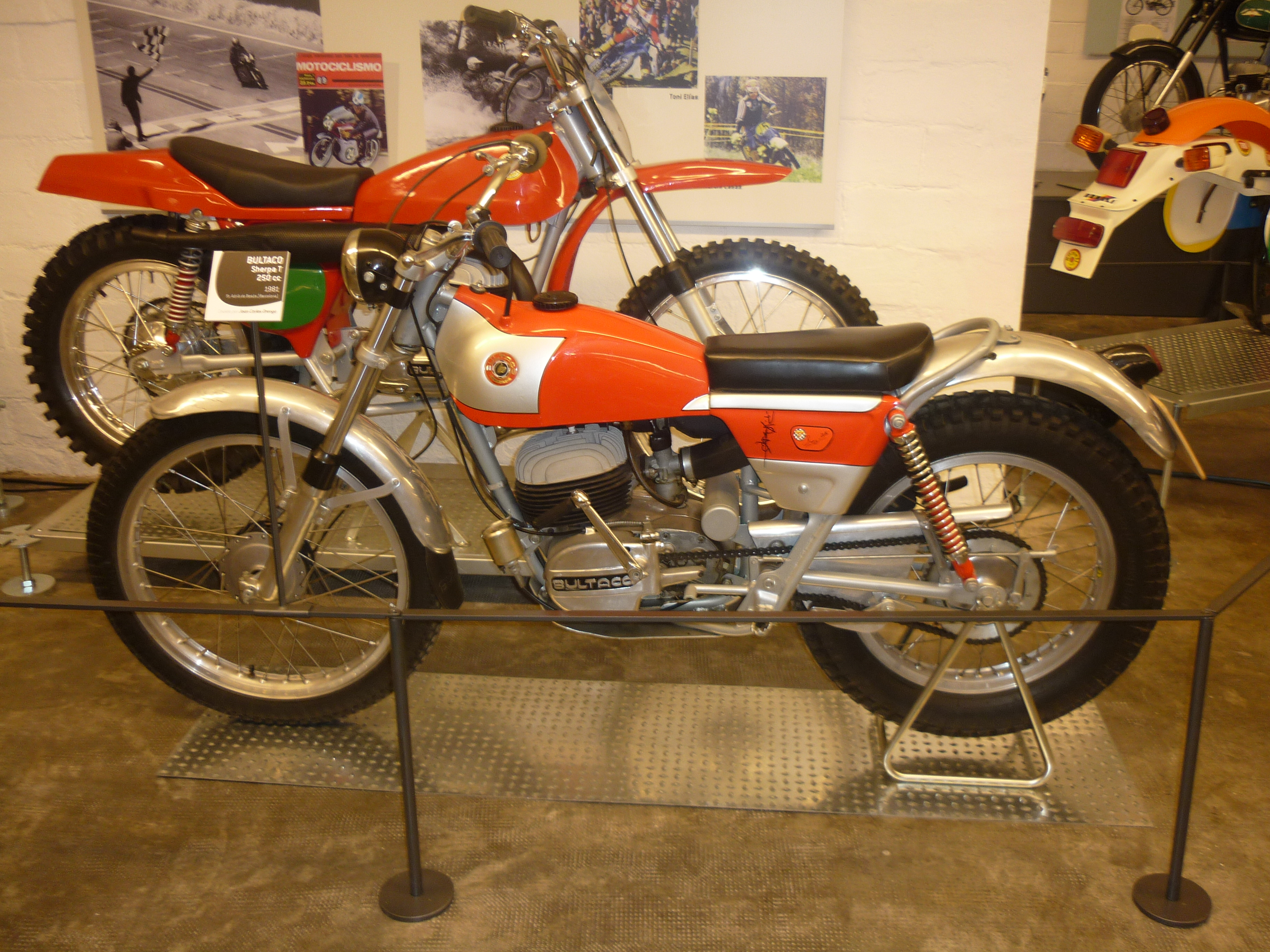
Bultaco Sherpa T 250 von 1971

Bultaco war von 1958 bis 1983 ein spanischer Motorradhersteller aus Sant Adrià de Besòs in Katalonien. 2014 wurde die Wiederbelebung der Marke durch Bultaco Motors S.L. bekanntgegeben sowie die Absicht verkündet, ab 2015 elektrobetriebene Motorräder und Leichtkrafträder produzieren zu wollen.
Das Unternehmen wurde ursprünglich von Don Paco Bultó, Großvater des spanischen Rennfahrers Sete Gibernau, gegründet. Seine Produkte wurden von Einzylinder-Zweitaktmotoren angetrieben und waren vor allem im Motorsport – insbesondere im Trial und Straßenrennsport – verbreitet. Bekannte Modellreihen waren Sherpa (Trial), Alpina, Frontera (Enduro), Pursang (Moto Cross). Bis in die frühen 1980er-Jahre entstanden beinahe 250 verschiedene Modelle, von denen etwa 330.000 Einheiten hergestellt wurden. Mit der Zeit wurden einige dieser Modelle wertvolle und begehrte Sammlerstücke. Viele Maschinen sind teilweise heute noch im historischen Motorsport im Einsatz.

## Gründung 1958
Anfang 1958 war Montesa die führende Marke auf dem spanischen Motorradmarkt. Das Unternehmen wurde von Don Paco Bultó und Pedro Permanyer geführt und war sehr erfolgreich, sowohl in Bezug auf seine Produkte, als auch in Bezug auf seine Erfolge auf der Rennstrecke. Sämtliche Modelle waren regelmäßig bereits vor ihrer Produktion verkauft und das Team gewann nahezu jedes Rennen, an dem sie teilnahmen. Dennoch kam es im April dieses Jahres während eines Meetings des Managements zu einem Eklat. Permanyer und José Luis Milá verkündeten Bultó ihre Absicht, sich aus dem Motorsport zurückzuziehen und sich künftig nur noch auf die Vermarktung ihrer Motorräder zu konzentrieren. Hintergrund war die Entscheidung der italienischen und englischen Marken, die sich bereits aus dem Sport zurückgezogen hatten, sowie der Nationale Stabilisationsplan der spanischen Regierung (Plan de Estabilización), der restriktive Auswirkungen auf die freie Wirtschaft hatte. Für Bultó war klar, dass die Entscheidung nur vordergründig mit Einsparungen zu tun hatte, da das Unternehmen sich in einer komfortablen wirtschaftlichen Situation befand und die Aktivitäten auf der Rennstrecke kaum exzessive Kosten verursachten. Er hätte ein Veto einlegen können, das Verhältnis zu Montesa war jedoch dauerhaft beschädigt und so verließ er das Unternehmen – zunächst ohne die Absicht, eine eigene Marke zu gründen. Sein Fortgang hatte jedoch tiefgreifende Konsequenzen und nur wenige Wochen später folgte ihm ein Team von Mitarbeitern, die sich am 17. Mai 1958, dem Geburtstag von Don Paco Bultó, trafen und an diesem Abend gemeinsam entschieden, eine neue Marke zu gründen. Bultaco wurde ins Leben gerufen.

## Erste Erfolge nach nur zehn Monaten
Im Juni 1958 ließ sich das Gründerteam zunächst in Don Paco Bultós Privatsitz in San Antonio nieder, um am Bau der neuen Fabrik sowie am Design des ersten Motorrads zu arbeiten. Der erste Prototyp war bereits nach vier Monaten und Ende Februar 1959 das erste Serienmodell fertiggestellt; am 24. März 1959 wurde mit der Tralla 101 die erste Bultaco der Öffentlichkeit präsentiert. Nur drei Wochen später nahm die Tralla 101 bereits am ersten Rennen auf der legendären Montjuïc-Rennstrecke von Barcelona teil.
Nur ein Jahr nach der Gründung der Marke wurden bereits erste Rekorde eingefahren. Manche Leute behaupteten, dass Bultó den Coup bereits vor seinem Weggang geplant hatte und dass die Tralla 101 in Wahrheit auf gestohlenen Zeichnungen von Montesa beruhte. Dies war der Beginn einer lange andauernden und legendären Rivalität zwischen den beiden Marken, die zwar unbeabsichtigt war, jedoch zur Beliebtheit spanischer Motorradrennen maßgeblich beitrug.

## Der Markt folgt der karierten Flagge
Don Paco Bultó führte seine Firma gemäß dem Motto „Der Markt folgt immer der karierten Flagge“. Er war der Meinung, dass Innovation eng mit den Entwicklungen der Rennsportmaschinen und der Welt des Motorradsports verbunden ist und die Erfolge auf der Rennstrecke maßgeblich für den Erfolg seiner Produkte sein würden. Bultaco gewann insgesamt neun Weltmeisterschaften, vier europäische Meisterschaften, elf spanische Meisterschaften, siebenmal die Sechs Tage von Schottland und fünfmal den Geschwindigkeits-Weltrekord auf der Langstrecke. Daneben erlangte Bultaco große kommerzielle Erfolge mit seinen Straßen-, Offroad- und Trial-Motorrädern. Infolge der Arbeitsunruhen und des erhöhten Drucks auf den Markt musste Bultaco seine Produktion 1979 einstellen. Die Fabrik eröffnete 1980 erneut, schloss jedoch drei Jahre später endgültig.

## Relaunch der Marke 2014
Der Ursprung der Wiedergeburt von Bultaco liegt in einem Projekt des Ingenieurbüros LGN TECH Design S.L., das auf mechanisches und elektronisches Design spezialisiert war und zum Ziel hatte, eigene Patente zu entwickeln. José Germán Pérez, Raúl Pérez, Juan Manuel Vinós, Gerald Poellmann und Jorge Bonilla gründeten dieses Unternehmen 2010 mit der Unterstützung des Technologie Parks der Universität Carlos III. Nach zwei Jahren intensiver Entwicklung und Forschung testete das Unternehmen seine Technologie in der anspruchsvollsten Umgebung überhaupt: auf der Rennstrecke. LGN, heute Bultaco Motors, nahm an der ersten Elektromotorrad-WM teil, die 2011 von der FIM organisiert wurde. Mit einem Motorrad, das in nur drei Monaten fertiggestellt worden war und nun in Konkurrenz zu einigen viel erfahreneren und überlegenen Modellen treten musste, gelang es dem Team auf Anhieb, den dritten Platz in Magny-Cours und den vierten Platz in der Gesamtwertung zu belegen. Motiviert durch diese Ergebnisse auf der Rennstrecke und unterstützt von der Bultó Familie, schaffte das Gründerteam schließlich die Infrastruktur für die Wiederauferstehung von Bultaco.
Am 17. Mai 2014 – genau 65 Jahre nach der Gründung der Marke durch Don Paco Bultó – gab das spanische Unternehmen Bultaco Motors S.L. die Wiedereinführung der legendären Marke in London bekannt. Parallel wurden Prototypen der ersten Bultaco-Modelle der neuen Ära vorgestellt: Rapitán und Rapitán Sport. Beide Motorräder werden von einem selbst entwickelten Elektro-Antrieb mit Bremsenergie-Rückgewinnungssystem angetrieben und bestehen aus ultraleichten Materialien.
Um 2015 kam das erste Bultaco-Moto-Bike namens Brinco auf den Markt, ein S-Pedelec.

## Weltmeistertitel
Straßenrennsport
- 1976 – 50 cm³ –  Ángel Nieto
- 1977 – 50 cm³ –  Ángel Nieto
- 1978 – 50 cm³ –  Ricardo Tormo
- 1981 – 50 cm³ –  Ricardo Tormo

Trial
- 1976 – Einzel –  Yrjö Vesterinen
- 1977 – Einzel –  Yrjö Vesterinen
- 1978 – Einzel –  Yrjö Vesterinen
- 1979 – Einzel –  Bernie Schreiber